# Американское географическое общество
Американское географическое общество (англ. American Geographical Society, AGS) — организация, основанная в 1851 году в Нью-Йорке. Старейшее географическое общество США.
Целью Американского географического общества является развитие географии путём дискуссий и публикаций. Общество хранит свою коллекцию в библиотеке Висконсинского университета в Милуоки. В его архивах хранится множество редких карт и глобусов, исторических писем и артефактов, полученных в ходе исследований. Ранее известное своей поддержкой научных исследований и экспедиций, своей исследовательской базой (широко использовавшейся федеральным правительством США во время Парижской мирной конференции 1919 года и во время Второй мировой войны), а также своей картографической деятельностью, общество стало в основном образовательным и информационным.
Издаёт журналы Geographical Review, Focus, Current Geographical Publications, Soviet Geography: Review and Translation, а также сборники карт и атласов.